# ポスカ (飲料)
ポスカ（英語：Posca）は、古代ローマの兵士、奴隷、低層民に飲まれていた酢と水を混ぜた飲み物である。

## 語源
poscaという単語は、ラテン語のpotor（飲み物）またはギリシア語のepoxos（非常に鋭い）のいずれかに由来する。古代ギリシア語にはもともとなかった言葉で、聖書などではὄξος（oxos、酢）という語で置き換えられていた。東ローマ帝国の軍隊がφοῦσκα（phouska）と名付けたものを飲むローマの伝統を続けたので、その後6世紀頃からギリシア語に流入した。

## 用例
大プリニウスの『博物誌』やプラウトゥスのローマ喜劇、『ローマ皇帝群像』まで、数多くの用例がある。

## エピソード
- 将軍と皇帝が行軍中、兵士たちと同じように飲み連帯感を高めるのに用いた。

- キリストが磔刑にされた際、スポンジに含ませて飲ませた話がある。

- 哲学者ジェロラモ・カルダーノは、1562年に記した Encomium Neronis において、ローマ軍の優秀さの理由を以下の3点、すなわち莫大な給料、トレーニングによって培われた頑健さと重量物の運搬能力、そして塩漬けの豚肉・チーズ・ポスカといった良質な飲食物、に集約している。